# Lacinipolia obscurior
Lacinipolia obscurior là một loài bướm đêm trong họ Noctuidae.